# Petrogale burbidgei
Espèce
Répartition géographique
Statut de conservation UICN

 NT  : Quasi menacé
Le warabi (Petrogale burbidgei) est un marsupial d'Australie.

## Description
C'est le plus petit des pétrogales, on le trouve dans la région du Kimberley en Australie Occidentale et dans quelques îles de l'archipel Bonaparte.
Sa première description remonte seulement à 1978. Ceci est dû au fait que c'est un animal craintif, de petite taille (30 à 35 cm de long ; il pèse moins de 1,5 kg) et de sa distribution très limitée. Il est encore très mal connu.
Il a un pelage chamois avec une bande blanche sur la hanche. Il passe ses journées à dormir  entre deux rochers pour se nourrir la nuit.